# Modifications des communes du Finistère

## Présentation
L'INSEE recense toutes les modifications apportées aux communes, composition, toponymie etc.
Voici la liste de celles parmi ces modifications qui ont concerné des communes du Finistère depuis 1930 :

## Liste des modifications

### 1945
| Date d’effet | Type de modification | Communes concernées | Communes concernées     | Description de la modification                                                                  |
| Date d’effet | Type de modification | no INSEE            | Nom                     | Description de la modification                                                                  |
| ------------ | -------------------- | ------------------- | ----------------------- | ----------------------------------------------------------------------------------------------- |
| 29 avril     | Fusion simple        | 29019               | Brest                   | La commune de Brest absorbe les communes de Lambézellec, Saint-Marc et Saint-Pierre-Quilbignon. |
| 29 avril     | Fusion simple        | 29096               | Lambézellec             | La commune de Brest absorbe les communes de Lambézellec, Saint-Marc et Saint-Pierre-Quilbignon. |
| 29 avril     | Fusion simple        | 29253               | Saint-Marc              | La commune de Brest absorbe les communes de Lambézellec, Saint-Marc et Saint-Pierre-Quilbignon. |
| 29 avril     | Fusion simple        | 29258               | Saint-Pierre-Quilbignon | La commune de Brest absorbe les communes de Lambézellec, Saint-Marc et Saint-Pierre-Quilbignon. |
| 14 juin      | Fusion simple        | 29046               | Douarnenez              | La commune de Douarnenez absorbe les communes de Ploaré, Pouldavid-sur-Mer et Tréboul.          |
| 14 juin      | Fusion simple        | 29164               | Ploaré                  | La commune de Douarnenez absorbe les communes de Ploaré, Pouldavid-sur-Mer et Tréboul.          |
| 14 juin      | Fusion simple        | 29223               | Pouldavid-sur-Mer       | La commune de Douarnenez absorbe les communes de Ploaré, Pouldavid-sur-Mer et Tréboul.          |
| 14 juin      | Fusion simple        | 29283               | Tréboul                 | La commune de Douarnenez absorbe les communes de Ploaré, Pouldavid-sur-Mer et Tréboul.          |
| 20 septembre | Fusion simple        | 29039               | Concarneau              | La commune de Concarneau absorbe la commune de Beuzec-Conq.                                     |
| 20 septembre | Fusion simple        | 29009               | Beuzec-Conq             | La commune de Concarneau absorbe la commune de Beuzec-Conq.                                     |

### 1949
| Date d’effet | Type de modification | Communes concernées | Communes concernées | Description de la modification                                                                      |
| Date d’effet | Type de modification | no INSEE            | Nom                 | Description de la modification                                                                      |
| ------------ | -------------------- | ------------------- | ------------------- | --------------------------------------------------------------------------------------------------- |
| 27 août      | Commune nouvelle     | 29302               | Pont-de-Buis        | La commune de Pont-de-Buis est créée à partir de parcelles des communes de Quimerch et Saint-Ségal. |
| 27 août      | Commune nouvelle     | 29231               | Quimerch            | La commune de Pont-de-Buis est créée à partir de parcelles des communes de Quimerch et Saint-Ségal. |
| 27 août      | Commune nouvelle     | 29263               | Saint-Ségal         | La commune de Pont-de-Buis est créée à partir de parcelles des communes de Quimerch et Saint-Ségal. |

### 1955
| Date d’effet | Type de modification | Communes concernées | Communes concernées | Description de la modification                                      |
| Date d’effet | Type de modification | no INSEE            | Nom                 | Description de la modification                                      |
| ------------ | -------------------- | ------------------- | ------------------- | ------------------------------------------------------------------- |
| 28 janvier   | Fusion simple        | 29217               | Pont-Aven           | La commune de Pont-Aven absorbe la commune de Nizon.                |
| 28 janvier   | Fusion simple        | 29154               | Nizon               | La commune de Pont-Aven absorbe la commune de Nizon.                |
| 3 juin       | Changement de nom    | 29033               | Le Cloître          | La commune de Le Cloître prend le nom Le Cloître-Pleyben.           |
| 3 juin       | Changement de nom    | 29034               | Le Cloître          | La commune de Le Cloître prend le nom Le Cloître-Saint-Thégonnec.   |
| 3 juin       | Changement de nom    | 29056               | La Forest           | La commune de La Forest prend le nom La Forest-Landerneau.          |
| 3 juin       | Changement de nom    | 29057               | La Forêt            | La commune de La Forêt prend le nom La Forêt-Fouesnant.             |
| 3 juin       | Changement de nom    | 29127               | Loc-Eguiner         | La commune de Loc-Eguiner prend le nom Loc-Eguiner-Saint-Thégonnec. |
| 3 juin       | Changement de nom    | 29129               | Locmaria            | La commune de Locmaria prend le nom Locmaria-Berrien.               |
| 4 novembre   | Changement de nom    | 29207               | Plourin             | La commune de Plourin prend le nom Plourin-lès-Morlaix.             |

### 1957
| Date d’effet | Type de modification              | Communes concernées | Communes concernées | Description de la modification                                                         |
| Date d’effet | Type de modification              | no INSEE            | Nom                 | Description de la modification                                                         |
| ------------ | --------------------------------- | ------------------- | ------------------- | -------------------------------------------------------------------------------------- |
| 1er janvier  | Fusion simple / changement de nom | 29024               | Carhaix             | La commune de Carhaix absorbe la commune de Plouguer et prend le nom Carhaix-Plouguer. |
| 1er janvier  | Fusion simple / changement de nom | 29194               | Plouguer            | La commune de Carhaix absorbe la commune de Plouguer et prend le nom Carhaix-Plouguer. |

### 1958
| Date d’effet | Type de modification | Communes concernées | Communes concernées | Description de la modification                              |
| Date d’effet | Type de modification | no INSEE            | Nom                 | Description de la modification                              |
| ------------ | -------------------- | ------------------- | ------------------- | ----------------------------------------------------------- |
| 13 août      | Changement de nom    | 29027               | Châteauneuf         | La commune de Châteauneuf prend le nom Châteauneuf-du-Faou. |

### 1959
| Date d’effet | Type de modification | Communes concernées | Communes concernées | Description de la modification                          |
| Date d’effet | Type de modification | no INSEE            | Nom                 | Description de la modification                          |
| ------------ | -------------------- | ------------------- | ------------------- | ------------------------------------------------------- |
| 22 février   | Fusion simple        | 29039               | Concarneau          | La commune de Concarneau absorbe la commune de Lanriec. |
| 22 février   | Fusion simple        | 29118               | Lanriec             | La commune de Concarneau absorbe la commune de Lanriec. |
| 22 février   | Fusion simple        | 29151               | Morlaix             | La commune de Morlaix absorbe la commune de Ploujean.   |
| 22 février   | Fusion simple        | 29200               | Ploujean            | La commune de Morlaix absorbe la commune de Ploujean.   |

### 1960
| Date d’effet | Type de modification | Communes concernées | Communes concernées | Description de la modification                                                     |
| Date d’effet | Type de modification | no INSEE            | Nom                 | Description de la modification                                                     |
| ------------ | -------------------- | ------------------- | ------------------- | ---------------------------------------------------------------------------------- |
| 13 février   | Fusion simple        | 29232               | Quimper             | La commune de Quimper absorbe les communes de Ergué-Armel, Kerfeunteun et Penhars. |
| 13 février   | Fusion simple        | 29050               | Ergué-Armel         | La commune de Quimper absorbe les communes de Ergué-Armel, Kerfeunteun et Penhars. |
| 13 février   | Fusion simple        | 29088               | Kerfeunteun         | La commune de Quimper absorbe les communes de Ergué-Armel, Kerfeunteun et Penhars. |
| 13 février   | Fusion simple        | 29157               | Penhars             | La commune de Quimper absorbe les communes de Ergué-Armel, Kerfeunteun et Penhars. |

### 1965
| Date d’effet | Type de modification              | Communes concernées | Communes concernées | Description de la modification                                                                                             |
| Date d’effet | Type de modification              | no INSEE            | Nom                 | Description de la modification                                                                                             |
| ------------ | --------------------------------- | ------------------- | ------------------- | --- |
| 1er février  | Fusion simple / changement de nom | 29302               | Pont-de-Buis        | La commune de Pont-de-Buis absorbe les communes de Logonna-Quimerch et Quimerch et prend le nom Pont-de-Buis-lès-Quimerch. |
| 1er février  | Fusion simple / changement de nom | 29138               | Logonna-Quimerch    | La commune de Pont-de-Buis absorbe les communes de Logonna-Quimerch et Quimerch et prend le nom Pont-de-Buis-lès-Quimerch. |
| 1er février  | Fusion simple / changement de nom | 29231               | Quimerch            | La commune de Pont-de-Buis absorbe les communes de Logonna-Quimerch et Quimerch et prend le nom Pont-de-Buis-lès-Quimerch. |

### 1971
| Date d’effet | Type de modification | Communes concernées | Communes concernées | Description de la modification                        |
| Date d’effet | Type de modification | no INSEE            | Nom                 | Description de la modification                        |
| ------------ | -------------------- | ------------------- | ------------------- | ----------------------------------------------------- |
| 1er janvier  | Fusion simple        | 29053               | Le Faou             | La commune de Le Faou absorbe la commune de Rumengol. |
| 1er janvier  | Fusion simple        | 29242               | Rumengol            | La commune de Le Faou absorbe la commune de Rumengol. |
| 1er janvier  | Fusion simple        | 29221               | Porspoder           | La commune de Porspoder absorbe la commune de Larret. |
| 1er janvier  | Fusion simple        | 29121               | Larret              | La commune de Porspoder absorbe la commune de Larret. |

### 1974
| Date d’effet | Type de modification | Communes concernées | Communes concernées | Description de la modification                              |
| Date d’effet | Type de modification | no INSEE            | Nom                 | Description de la modification                              |
| ------------ | -------------------- | ------------------- | ------------------- | ----------------------------------------------------------- |
| 1er janvier  | Fusion association   | 29241               | Rosporden           | La commune de Rosporden s’associe à la commune de Kernével. |
| 1er janvier  | Fusion association   | 29092               | Kernével            | La commune de Rosporden s’associe à la commune de Kernével. |

### 1979
| Date d’effet | Type de modification | Communes concernées | Communes concernées | Description de la modification                        |
| Date d’effet | Type de modification | no INSEE            | Nom                 | Description de la modification                        |
| ------------ | -------------------- | ------------------- | ------------------- | ----------------------------------------------------- |
| 15 juin      | Changement de nom    | 29237               | La Roche            | La commune de La Roche prend le nom La Roche-Maurice. |

### 2001
| Date d’effet | Type de modification | Communes concernées | Communes concernées | Description de la modification                               |
| Date d’effet | Type de modification | no INSEE            | Nom                 | Description de la modification                               |
| ------------ | -------------------- | ------------------- | ------------------- | ------------------------------------------------------------ |
| 4 février    | Changement de nom    | 29145               | Meilars             | La commune de Meilars prend le nom Confort-Meilars.          |
| 4 février    | Changement de nom    | 29165               | Plobannalec         | La commune de Plobannalec prend le nom Plobannalec-Lesconil. |

### 2002
| Date d’effet | Type de modification | Communes concernées | Communes concernées | Description de la modification                   |
| Date d’effet | Type de modification | no INSEE            | Nom                 | Description de la modification                   |
| ------------ | -------------------- | ------------------- | ------------------- | ------------------------------------------------ |
| 14 avril     | Changement de nom    | 29186               | Plouézoch           | La commune de Plouézoch prend le nom Plouezoc'h. |

### 2005
| Date d’effet | Type de modification | Communes concernées | Communes concernées | Description de la modification                  |
| Date d’effet | Type de modification | no INSEE            | Nom                 | Description de la modification                  |
| ------------ | -------------------- | ------------------- | ------------------- | ----------------------------------------------- |
| 16 septembre | Changement de nom    | 29272               | Saint-Yvy           | La commune de Saint-Yvy prend le nom Saint-Yvi. |

### 2012
| Date d’effet | Type de modification | Communes concernées | Communes concernées | Description de la modification                |
| Date d’effet | Type de modification | no INSEE            | Nom                 | Description de la modification                |
| ------------ | -------------------- | ------------------- | ------------------- | --------------------------------------------- |
| 4 août       | Changement de nom    | 29159               | Peumérit            | La commune de Peumérit prend le nom Peumerit. |

### 2015
| Date d’effet | Type de modification | Communes concernées | Communes concernées | Description de la modification                               |
| Date d’effet | Type de modification | no INSEE            | Nom                 | Description de la modification                               |
| ------------ | -------------------- | ------------------- | ------------------- | ------------------------------------------------------------ |
| 1er avril    | Échange de parcelles | 29209               | Plouvien            | La commune de Plouvien cède 19 ha à la commune de Tréglonou. |
| 1er avril    | Échange de parcelles | 29290               | Tréglonou           | La commune de Plouvien cède 19 ha à la commune de Tréglonou. |

### 2016
| Date d’effet | Type de modification                   | Communes concernées | Communes concernées         | Description de la modification                                                                                             |
| Date d’effet | Type de modification                   | no INSEE            | Nom                         | Description de la modification                                                                                             |
| ------------ | -------------------------------------- | ------------------- | --------------------------- | --- |
| 1er janvier  | Fusion association / changement de nom | 29266               | Saint-Thégonnec             | Les communes de Loc-Eguiner-Saint-Thégonnec et Saint-Thégonnec s'associent et prennent le nom Saint-Thégonnec Loc-Eguiner. |
| 1er janvier  | Fusion association / changement de nom | 29127               | Loc-Eguiner-Saint-Thégonnec | Les communes de Loc-Eguiner-Saint-Thégonnec et Saint-Thégonnec s'associent et prennent le nom Saint-Thégonnec Loc-Eguiner. |
| 1er janvier  | Fusion association                     | 29003               | Audierne                    | La commune d'Audierne s'associe à la commune d'Esquibien.                                                                  |
| 1er janvier  | Fusion association                     | 29052               | Esquibien                   | La commune d'Audierne s'associe à la commune d'Esquibien.                                                                  |

### 2017
| Date d’effet | Type de modification                   | Communes concernées | Communes concernées | Description de la modification                                                                                |
| Date d’effet | Type de modification                   | no INSEE            | Nom                 | Description de la modification                                                                                |
| ------------ | -------------------------------------- | ------------------- | ------------------- | --- |
| 1er janvier  | Fusion association / changement de nom | 29076               | Guipronvel          | Les communes de Guipronvel et Milizac s'associent et prennent le nom Milizac-Guipronvel.                      |
| 1er janvier  | Fusion association / changement de nom | 29149               | Milizac             | Les communes de Guipronvel et Milizac s'associent et prennent le nom Milizac-Guipronvel.                      |
| 1er janvier  | Fusion association / changement de nom | 29021               | Brignogan-Plages    | Les communes de Brignogan-Plages et Plounéour-Trez s'associent et prennent le nom Plounéour-Brignogan-Plages. |
| 1er janvier  | Fusion association / changement de nom | 29203               | Plounéour-Trez      | Les communes de Brignogan-Plages et Plounéour-Trez s'associent et prennent le nom Plounéour-Brignogan-Plages. |